# Brués
Brués (llamada oficialmente San Fiz de Brués) es una parroquia y un lugar español del municipio de Boborás, en la provincia de Orense, Galicia.

## Toponimia
La parroquia también es conocida por los nombres de San Pedro Félix de Brués y San Pedro Fiz de Brués.

## Organización territorial
La parroquia está formada por doce entidades de población, constando cuatro de ellas en el nomenclátor del Instituto Nacional de Estadística español:

### Entidades de población
Entidades de población que forman parte de la parroquia:
- A Batoca
- Barro
- Brués
- Conchouso
- El Puente  (A Ponte) (Ponte Vella)
- Fontela (A Fontela)
- Iglesario (O Igrexario)
- Riande
- Santa Isabel
- Souto (O Souto)
- Torrón (O Torrón)

### Despoblado
Despoblado que forma parte de la parroquia:
- Teixeira (A Teixeira)

## Demografía

### Parroquia
| Gráfica de evolución demográfica de Brués (parroquia) entre 2000 y 2022 |
|                                                                         |
| Datos según el nomenclátor publicado por el INE.                        |

### Lugar
| Gráfica de evolución demográfica de Brués (lugar) entre 2000 y 2022 |
|                                                                     |
| Datos según el nomenclátor publicado por el INE.                    |